# Lonchaea foxleei
Lonchaea foxleei är en tvåvingeart som beskrevs av Mcalpine 1964. Lonchaea foxleei ingår i släktet Lonchaea och familjen stjärtflugor. Inga underarter finns listade i Catalogue of Life.